# Camacho
Camacho là một đô thị thuộc bang Minas Gerais, Brasil. Đô thị này có diện tích 222,218 km², dân số năm 2007 là 3204 người, mật độ 15 người/km².